# البرلس للغاز
شركة البرلس للغاز، هي شركة مصرية تأسست، عام 1999، و تتبع شركة رشيد للبترول وتعمل في استخراج وحفر آبار الغاز الطبيعي والنفط الخام.